# Paradolichurus morelensis
Paradolichurus morelensis är en insektsart som först beskrevs av F. Williams 1962.  Paradolichurus morelensis ingår i släktet Paradolichurus och familjen kackerlackesteklar (Ampulicidae). Inga underarter finns listade i Catalogue of Life.